# Philodicus pavesii
Philodicus pavesii là một loài ruồi trong họ Asilidae. Philodicus pavesii được Bezzi miêu tả năm 1892. Loài này phân bố ở vùng nhiệt đới châu Phi.